# Государственный банк Чехословакии
Государственный банк Чехословакии (чеш. Státní banka československá, словац. Štátna banka československá) — центральный банк Чехословакии с 1950 по 1992 годы. После распада Чехословакии в 1993 году функции центрального банка в Чехии и Словакии стали выполнять соответственно Национальный банк Чехии и Национальный банк Словакии.

## История
В 1950 году был принят закон № 31/1950 Sb. «О Государственном банке Чехословакии». На его основе произошло объединение четырёх финансовых институтов — Чехословацкого национального банка, словацкого Татра-банка (Tatra banka) в Мартине, Предпринимательского банка (Živnostenská banka) и Почтовой сберкассы (Poštovní spořitelna).
В соответствии с законом Государственный банк Чехословакии выполнял следующие функции:
- обладал монопольным правом эмиссии денежных знаков и регулировал денежное обращение в государстве;
- являлся расчётным центром страны;
- осуществлял краткосрочное кредитование секторов экономики Чехословакии;
- управлял золотовалютными резервами государства и представлял страну на международном уровне;
- осуществлял экономический контроль в отношении субъектов национальной экономики.

С 1959 года после передачи ему функций инвестиционного банка банк стал проводить финансирование и долгосрочное кредитование капитального строительства, вести банковские счета хозяйственных и других организаций, осуществлять контроль за расходованием фондов заработной платы, организовывать и проводить платёжный оборот и расчёты в народном хозяйстве, обеспечивать кассовое исполнение государственного бюджета.
Уставный фонд банка составлял 5 млрд крон. Его резервный фонд, создававшийся из отчислений от прибыли, мог достигать такой же суммы. Государственным банком Чехословакии управляло центральное правление. С 1970 года банк стал иметь две главные конторы (до этого была только одна контора в Словакии): в Праге и в Братиславе. Центральный банк был подчинён правительству. Председателя банка назначал президент Чехословакии. Банк насчитывал 123 отделения: в Чехии — 85 и в Словакии — 38.
Государственный банк Чехословакии законом от 15 ноября 1989 года был разделён на три финансовых института: Государственный банк Чехословакии, выполняющий функции центрального банка, и два коммерческих банка — Komerční banka (Чехия) и Všeobecná úverová banka (Словакия). Государственный банк Чехословакии прекратил своё существование в декабре 1992 года после разделения Чехословакии.